# Dicarbure de thorium
Le dicarbure de thorium est un composé chimique de formule ThC2. C'est un solide jaune, cristallisé à température ambiante dans le système monoclinique selon le groupe d'espace C2/c (no 15). Il subit une transition de phase à 1 430 °C vers le système tétragonal, puis une autre à 1 480 °C vers le système cubique. Il se décompose dans l'eau et brûle lorsqu'il est chauffé à l'air libre en produisant du dioxyde de thorium ThO2. Il s'enflamme à 2 773 °C et devient supraconducteur à 9 K.
Le dicarbure de thorium peut être obtenu en faisant réagir des quantités stœchiométriques de thorium avec du carbone :
Th + 2 C ⟶ ThC2.
Le dicarbure de thorium est utilisé comme combustible nucléaire sous forme de (Th,U)C2 dans les réacteurs nucléaires à haute température (HTGR). 